# Schwarzer Grund (Lübecker Bucht)
Koordinaten: 54° 11′ 49″ N, 11° 5′ 36″ O
Der Schwarze Grund ist eine Untiefe in der Lübecker Bucht in der Ostsee. Ihre flachste Stelle hat eine Wassertiefe von zwei Meter bei Mittelwasser. Sie besteht aus einer Sandbank, die mit einzelnen Findlingen bedeckt ist. Die maximale Länge in zehn Meter Tiefe liegt mit 2 Kilometer in Ostwestrichtung und die größte Breite mit 500 Meter in Nordsüdrichtung. Als Warnung vor den Untiefen des Schwarzen Grund ist am Dameshöved der Leuchtturm Dahmeshöved sowie eine Untiefentonne für die Schifffahrt eingerichtet worden.
Mit Beginn des neunzehnten Jahrhunderts bis in die 1970er Jahre wurden im Schwarzen Grund Findlinge vom Boden gehoben und für den Bau von Hafenanlagen verwendet. Dieser Gewerbezweig wurde als Steinfischerei bezeichnet. Wegen der negativen Auswirkungen auf den natürlichen Küstenschutz und dem Schutz der Habitate für viele Arten wurde die Steinfischerei im Jahre 1974 an der damals noch westdeutschen Ostseeküste verboten.
Das Gebiet ist Überwinterungsgebiet für Eider-, Schell- und Reiherenten. Der Schwarze Grund ist eines der wenigen bekannten Gebiete, in denen zwei Megalithen unter Wasser zu finden sind.
Der Schwarze Grund ist Teilgebiet des NATURA 2000-Schutzgebietes DE 1633-491.